# Élections municipales de 2001 à Marseille
Pour un article plus général, voir Élections municipales françaises de 2001.
 (février 2025).
Si vous disposez d'ouvrages ou d'articles de référence ou si vous connaissez des sites web de qualité traitant du thème abordé ici, merci de compléter l'article en donnant les références utiles à sa vérifiabilité et en les liant à la section « Notes et références ».
Les élections municipales à Marseille ont eu lieu les 11 et 18 mars 2001.
À l'issue du scrutin, Jean-Claude Gaudin (Démocratie libérale) remporte un second mandat à la tête d'une liste d'union de la droite face au socialiste René Olmeta et à Bruno Mégret du Mouvement national républicain.

## Mode de scrutin
Suivant la loi PLM, les élections municipales se déroulent par secteur, regroupant chacun deux arrondissements. Chaque secteur élit ses conseillers (303 au total), dont un tiers siègent au Conseil municipal.
Dans chaque secteur, la liste arrivée en tête obtient la moitié des sièges. Le reste est réparti à la proportionnelle entre toutes les listes ayant obtenu au moins 5 % des voix. Un deuxième tour est organisé si aucune liste n'atteint les 50 %, seules les listes ayant obtenu aux moins 10 % peuvent s'y présenter.
- Nombre de conseillers élus par secteur:

| Secteur                | I (1er et 7e arrdt.) | II (2e et 3e arrdt.) | III (4e et 5e arrdt.) | IV (6e et 8e arrdt.) | V (9e et 10e arrdt.) | VI (11e et 12e arrdt.) | VII (13e et 14e arrdt.) | VIII (15e et 16e arrdt.) | Total |
| ---------------------- | -------------------- | -------------------- | --------------------- | -------------------- | -------------------- | ---------------------- | ----------------------- | ------------------------ | ----- |
| Conseillers de secteur | 22                   | 16                   | 22                    | 30                   | 30                   | 26                     | 32                      | 24                       | 202   |
| Conseillers municipaux | 11                   | 8                    | 11                    | 15                   | 15                   | 13                     | 16                      | 12                       | 101   |
| Nombre total d'élus    | 33                   | 24                   | 33                    | 45                   | 45                   | 39                     | 48                      | 36                       | 303   |

## Candidats
Longtemps bastion de gauche, Marseille a été gouverné de 1953 à 1986 par le socialiste Gaston Defferre puis de 1986 à 1995 par le socialiste dissident Robert Vigouroux. En 1995, la droite ravit la mairie et Jean-Claude Gaudin est élu maire de Marseille.
En 2001, il se représente pour un second mandat. Face à lui, la gauche se présente unie derrière René Olmeta, considéré comme un homme de consensus. L'extrême-droite part divisé après la scission entre le Front national et le Mouvement national républicain. Ce dernier présente son président, Bruno Mégret qui s'était présenté à Vitrolles en 1995.

## Résultats
| Tête de liste  | Tête de liste       | Partis               | Premier tour | Premier tour | Second tour | Second tour | Sièges | Sièges |
| Tête de liste  | Tête de liste       | Partis               | #            | %            | #           | %           | #      | %      |
| -------------- | ------------------- | -------------------- | ------------ | ------------ | ----------- | ----------- | ------ | ------ |
|                | Jean-Claude Gaudin  | DL-RPR-UDF           | 82 234       | 39,79 %      | 86 472      | 48,57 %     | 61     | 60,4 % |
|                | René Olmeta         | PS-PCF-PRG-Les Verts | 62 418       | 30,20 %      | 69 815      | 39,21 %     | 37     | 36,7 % |
|                | Bruno Mégret        | MNR                  | 21 579       | 10,44 %      | 21 745      | 12,21 %     | 3      | 3,0 %  |
|                | Maurice Gros        | FN                   | 15 113       | 7,31 %       |             |             |        |        |
|                |                     | DVG                  | 9 692        | 4,69 %       |             |             |        |        |
|                |                     | EXG                  | 8 382        | 4,06 %       |             |             |        |        |
|                | François Franceschi | RPF                  | 6 409        | 3,10 %       |             |             |        |        |
|                |                     | DVD                  | 851          | 0,41 %       |             |             |        |        |
| Inscrits       | Inscrits            | Inscrits             | 411 520      | 100 %        | 344 511     | 100 %       | 101    | 100    |
| Abstention     | Abstention          | Abstention           | 196 883      | 47,84 %      | 159 392     | 46,27 %     |        |        |
| Votants        | Votants             | Votants              | 214 637      | 52,16 %      | 185 119     | 53,73 %     |        |        |
| Blancs et nuls | Blancs et nuls      | Blancs et nuls       | 7 959        | 3,71 %       | 7 087       | 3,83 %      |        |        |
| Exprimés       | Exprimés            | Exprimés             | 206 678      | 96,29 %      | 178 032     | 96,17 %     |        |        |

### Maires élus

Couleur politique des maires de secteur à l'issue des élections de 2001.

|  | Secteur et arrondissements | Secteur et arrondissements | Maire                    | Parti | Notes                                             |
|  | -------------------------- | -------------------------- | ------------------------ | ----- | ------------------------------------------------- |
|  | Maire de Marseille         | Maire de Marseille         | Jean-Claude Gaudin       | DL    | Sénateur des Bouches-du-Rhône                     |
|  | I                          | 1er et 7e                  | Jean Roatta              | DL    | Député des Bouches-du-Rhône                       |
|  | II                         | 2e et 3e                   | Lisette Narducci         | PS    | Conseillère générale des Bouches-du-Rhône         |
|  | III                        | 4e et 5e                   | Renaud Muselier          | RPR   | Sénateur des Bouches-du-Rhône                     |
|  | IV                         | 6e et 8e                   | Dominique Tian           | DL    | Député des Bouches-du-Rhône                       |
|  | V                          | 9e et 10e                  | Guy Teissier             | DL    | Député des Bouches-du-Rhône                       |
|  | VI                         | 11e et 12e                 | Roland Blum              | DL    | Député des Bouches-du-Rhône                       |
|  | VII                        | 13e et 14e                 | Georges (Garo) Hovsepian | PS    | Conseiller régional de Provence-Alpes-Côte d'Azur |
|  | VIII                       | 15e et 16e                 | Frédéric Dutoit          | PCF   | Député des Bouches-du-Rhône                       |

### Résultats par secteur

#### Iersecteur (1eret7earrondissements)
| Tête de liste  | Tête de liste       | Partis               | Premier tour | Premier tour | Second tour | Second tour | Sièges             | Sièges            |
| Tête de liste  | Tête de liste       | Partis               | #            | %            | #           | %           | Conseil de secteur | Conseil municipal |
| -------------- | ------------------- | -------------------- | ------------ | ------------ | ----------- | ----------- | ------------------ | ----------------- |
|                | Jean Roatta         | DL-RPR-UDF           | 8 108        | 43,61 %      | 11 652      | 63,50 %     | 27                 | 9                 |
|                | Philippe Sanmarco   | PS-PCF-PRG-Les Verts | 4 529        | 24,36 %      | 6 699       | 36,50 %     | 6                  | 2                 |
|                | Hubert Fayard       | MNR                  | 1 797        | 9,66 %       |             |             |                    |                   |
|                | Joshua              | LCR                  | 1 209        | 6,50 %       |             |             |                    |                   |
|                | Jackie Blanc        | FN                   | 1 077        | 5,79 %       |             |             |                    |                   |
|                | Joire               | DVG                  | 726          | 3,90 %       |             |             |                    |                   |
|                | François Franceschi | RPF                  | 543          | 2,92 %       |             |             |                    |                   |
|                | Mayeur              | DVG                  | 426          | 2,29 %       |             |             |                    |                   |
|                | Mattout             | DVD                  | 178          | 0,96 %       |             |             |                    |                   |
| Inscrits       | Inscrits            | Inscrits             | 37 694       | 100 %        | 37 694      | 100 %       |                    |                   |
| Abstention     | Abstention          | Abstention           | 18 377       | 48,75 %      | 18 209      | 48,31 %     |                    |                   |
| Votants        | Votants             | Votants              | 19 317       | 51,25 %      | 19 485      | 51,69 %     |                    |                   |
| Blancs et nuls | Blancs et nuls      | Blancs et nuls       | 724          | 3,75 %       | 1 134       | 5,82 %      |                    |                   |
| Exprimés       | Exprimés            | Exprimés             | 18 593       | 96,25 %      | 18 351      | 94,18 %     |                    |                   |

#### IIesecteur (2eet3earrondissements)
| Tête de liste  | Tête de liste            | Partis               | Premier tour | Premier tour | Second tour | Second tour | Sièges             | Sièges            |
| Tête de liste  | Tête de liste            | Partis               | #            | %            | #           | %           | Conseil de secteur | Conseil municipal |
| -------------- | ------------------------ | -------------------- | ------------ | ------------ | ----------- | ----------- | ------------------ | ----------------- |
|                | Jean-Noël Guérini        | PS-PCF-PRG-Les Verts | 5 156        | 37,71 %      | 6 458       | 45,96 %     | 18                 | 6                 |
|                | Philippe Mazet           | DL-RPR-UDF           | 3 782        | 27,66 %      | 5 128       | 36,50 %     | 5                  | 2                 |
|                | Nicole Cantrel           | MNR                  | 1 455        | 10,64 %      | 2 464       | 17,54 %     | 1                  |                   |
|                | Marie-Claude Aucouturier | FN                   | 1 288        | 9,42 %       |             |             |                    |                   |
|                | Castan                   | LCR                  | 660          | 4,83 %       |             |             |                    |                   |
|                | Pecout                   | LO                   | 513          | 3,75 %       |             |             |                    |                   |
|                | Grange                   | RPF                  | 447          | 3,27 %       |             |             |                    |                   |
|                | Balouzat                 | DVG                  | 371          | 2,71 %       |             |             |                    |                   |
| Inscrits       | Inscrits                 | Inscrits             | 27 850       | 100 %        | 27 850      | 100 %       |                    |                   |
| Abstention     | Abstention               | Abstention           | 13 512       | 48,52 %      | 13 218      | 47,46 %     |                    |                   |
| Votants        | Votants                  | Votants              | 14 338       | 51,48 %      | 14 632      | 52,54 %     |                    |                   |
| Blancs et nuls | Blancs et nuls           | Blancs et nuls       | 666          | 4,64 %       | 582         | 3,98 %      |                    |                   |
| Exprimés       | Exprimés                 | Exprimés             | 13 672       | 95,36 %      | 14 050      | 96,02 %     |                    |                   |

#### IIIesecteur (4eet5earrondissements)
| Tête de liste  | Tête de liste    | Partis               | Premier tour | Premier tour | Second tour | Second tour | Sièges             | Sièges            |
| Tête de liste  | Tête de liste    | Partis               | #            | %            | #           | %           | Conseil de secteur | Conseil municipal |
| -------------- | ---------------- | -------------------- | ------------ | ------------ | ----------- | ----------- | ------------------ | ----------------- |
|                | Renaud Muselier  | RPR-DL-UDF           | 10 770       | 43,55 %      | 13 568      | 52,91 %     | 26                 | 9                 |
|                | René Olmeta      | PS-PCF-PRG-Les Verts | 6 234        | 25,21 %      | 8 321       | 32,45 %     | 6                  | 2                 |
|                | Pascal Munier    | MNR                  | 2 512        | 10,16 %      | 3 755       | 14,64 %     | 2                  |                   |
|                | Marie-Odile Raye | FN                   | 1 651        | 6,68 %       |             |             | 1                  |                   |
|                | Pagani           | LCR                  | 1 165        | 4,71 %       |             |             |                    |                   |
|                | Durand           | DVG                  | 1 015        | 4,10 %       |             |             |                    |                   |
|                | Persia           | RPF                  | 795          | 3,21 %       |             |             |                    |                   |
|                | Santoni          | DVD                  | 343          | 1,39 %       |             |             |                    |                   |
|                | Lefaucheux       | DVG                  | 246          | 0,99 %       |             |             |                    |                   |
| Inscrits       | Inscrits         | Inscrits             | 47 075       | 100 %        | 47 075      | 100 %       |                    |                   |
| Abstention     | Abstention       | Abstention           | 21 475       | 45,62 %      | 20 586      | 43,73 %     |                    |                   |
| Votants        | Votants          | Votants              | 25 600       | 54,38 %      | 26 489      | 56,27 %     |                    |                   |
| Blancs et nuls | Blancs et nuls   | Blancs et nuls       | 869          | 3,39 %       | 845         | 3,19 %      |                    |                   |
| Exprimés       | Exprimés         | Exprimés             | 24 731       | 96,61 %      | 25 644      | 96,81 %     |                    |                   |

#### IVesecteur (6eet8earrondissements)
| Tête de liste  | Tête de liste         | Partis               | Premier tour | Premier tour | Second tour | Second tour | Sièges             | Sièges            |
| Tête de liste  | Tête de liste         | Partis               | #            | %            | #           | %           | Conseil de secteur | Conseil municipal |
| -------------- | --------------------- | -------------------- | ------------ | ------------ | ----------- | ----------- | ------------------ | ----------------- |
|                | Jean-Claude Gaudin    | DL-RPR-UDF           | 18 022       | 52,19 %      |             |             | 36                 | 13                |
|                | Michèle Poncet-Ramade | PS-PCF-PRG-Les Verts | 7 926        | 22,95 %      |             |             | 6                  | 2                 |
|                | Gabriel van Gaver     | MNR                  | 2 498        | 7,23 %       |             |             | 2                  |                   |
|                | Maurice Gros          | FN                   | 2 027        | 5,87 %       |             |             | 1                  |                   |
|                | Chabert               | DVG                  | 1 516        | 4,39 %       |             |             |                    |                   |
|                | Moyne                 | LCR                  | 1 380        | 4,00 %       |             |             |                    |                   |
|                | Jullien               | RPF                  | 831          | 2,41 %       |             |             |                    |                   |
|                | Grand                 | DVD                  | 330          | 0,96 %       |             |             |                    |                   |
| Inscrits       | Inscrits              | Inscrits             | 67 009       | 100 %        |             |             |                    |                   |
| Abstention     | Abstention            | Abstention           | 31 262       | 46,65 %      |             |             |                    |                   |
| Votants        | Votants               | Votants              | 35 747       | 53,35 %      |             |             |                    |                   |
| Blancs et nuls | Blancs et nuls        | Blancs et nuls       | 1 217        | 3,40 %       |             |             |                    |                   |
| Exprimés       | Exprimés              | Exprimés             | 34 530       | 96,60 %      |             |             |                    |                   |

#### Vesecteur (9eet10earrondissements)
| Tête de liste  | Tête de liste     | Partis               | Premier tour | Premier tour | Second tour | Second tour | Sièges             | Sièges            |
| Tête de liste  | Tête de liste     | Partis               | #            | %            | #           | %           | Conseil de secteur | Conseil municipal |
| -------------- | ----------------- | -------------------- | ------------ | ------------ | ----------- | ----------- | ------------------ | ----------------- |
|                | Guy Teissier      | DL-RPR-UDF           | 16 400       | 47,98 %      | 22 744      | 67,06 %     | 38                 | 13                |
|                | Michel Pezet      | PS-PCF-PRG-Les Verts | 9 095        | 26,61 %      | 11 172      | 32,94 %     | 7                  | 2                 |
|                | Martine Elesikian | MNR                  | 3 089        | 9,04 %       |             |             |                    |                   |
|                | Michèle Carayon   | FN                   | 2 441        | 7,14 %       |             |             |                    |                   |
|                | Gizard            | DVG                  | 2 147        | 6,28 %       |             |             |                    |                   |
|                | Gabrielian        | RPF                  | 1 011        | 2,96 %       |             |             |                    |                   |
| Inscrits       | Inscrits          | Inscrits             | 66 840       | 100 %        | 66 840      | 100 %       |                    |                   |
| Abstention     | Abstention        | Abstention           | 31 480       | 47,10 %      | 31 138      | 46,59 %     |                    |                   |
| Votants        | Votants           | Votants              | 35 360       | 52,90 %      | 35 702      | 53,41 %     |                    |                   |
| Blancs et nuls | Blancs et nuls    | Blancs et nuls       | 1 177        | 3,33 %       | 1 786       | 5,00 %      |                    |                   |
| Exprimés       | Exprimés          | Exprimés             | 34 183       | 96,67 %      | 33 916      | 95,00 %     |                    |                   |

#### VIesecteur (11eet12earrondissements)
| Tête de liste  | Tête de liste   | Partis               | Premier tour | Premier tour | Second tour | Second tour | Sièges             | Sièges            |
| Tête de liste  | Tête de liste   | Partis               | #            | %            | #           | %           | Conseil de secteur | Conseil municipal |
| -------------- | --------------- | -------------------- | ------------ | ------------ | ----------- | ----------- | ------------------ | ----------------- |
|                | Roland Blum     | DL-RPR-UDF           | 12 144       | 38,71 %      | 16 241      | 47,74 %     | 28                 | 10                |
|                | Marius Masse    | PS-PCF-PRG-Les Verts | 9 835        | 31,43 %      | 13 119      | 38,56 %     | 8                  | 2                 |
|                | Yvon Claire     | MNR                  | 3 286        | 10,50 %      | 4 661       | 13,70 %     | 3                  | 1                 |
|                | Stéphane Durbec | FN                   | 2 091        | 6,68 %       |             |             |                    |                   |
|                | Robineau        | DVG                  | 1 468        | 4,69 %       |             |             |                    |                   |
|                | Di Cristo       | LCR                  | 1 361        | 4,35 %       |             |             |                    |                   |
|                | Guichard        | RPF                  | 1 141        | 3,65 %       |             |             |                    |                   |
| Inscrits       | Inscrits        | Inscrits             | 62 027       | 100 %        | 62 027      | 100 %       |                    |                   |
| Abstention     | Abstention      | Abstention           | 29 485       | 47,54 %      | 26 937      | 43,43 %     |                    |                   |
| Votants        | Votants         | Votants              | 32 542       | 52,46 %      | 35 090      | 56,57 %     |                    |                   |
| Blancs et nuls | Blancs et nuls  | Blancs et nuls       | 1 246        | 3,83 %       | 1 069       | 3,05 %      |                    |                   |
| Exprimés       | Exprimés        | Exprimés             | 31 296       | 96,17 %      | 34 021      | 96,95 %     |                    |                   |

#### VIIesecteur (13eet14earrondissements)
| Tête de liste  | Tête de liste   | Partis               | Premier tour | Premier tour | Second tour | Second tour | Sièges             | Sièges            |
| Tête de liste  | Tête de liste   | Partis               | #            | %            | #           | %           | Conseil de secteur | Conseil municipal |
| -------------- | --------------- | -------------------- | ------------ | ------------ | ----------- | ----------- | ------------------ | ----------------- |
|                | Sylvie Andrieux | PS-PCF-PRG-Les Verts | 12 008       | 37,18 %      | 15 262      | 43,79 %     | 35                 | 12                |
|                | Michel Bourgat  | RPR-DL-UDF           | 9 277        | 28,72 %      | 12 528      | 35,95 %     | 9                  | 3                 |
|                | Bruno Mégret    | MNR                  | 4 570        | 14,15 %      | 7 062       | 20,26 %     | 4                  | 1                 |
|                | Stéphane Ravier | FN                   | 2 926        | 9,06 %       |             |             |                    |                   |
|                | Grenier         | LCR                  | 1 296        | 4,01 %       |             |             |                    |                   |
|                | Thomas          | DVG                  | 1 151        | 3,56 %       |             |             |                    |                   |
|                | Chouraqui       | RPF                  | 1 068        | 3,31 %       |             |             |                    |                   |
| Inscrits       | Inscrits        | Inscrits             | 65 684       | 100 %        | 65 684      | 100 %       |                    |                   |
| Abstention     | Abstention      | Abstention           | 32 122       | 48,90 %      | 29 726      | 45,26 %     |                    |                   |
| Votants        | Votants         | Votants              | 33 562       | 51,10 %      | 35 958      | 54,74 %     |                    |                   |
| Blancs et nuls | Blancs et nuls  | Blancs et nuls       | 1 266        | 3,77 %       | 1 106       | 3,08 %      |                    |                   |
| Exprimés       | Exprimés        | Exprimés             | 32 296       | 96,23 %      | 34 852      | 96,92 %     |                    |                   |

#### VIIIesecteur (15eet16earrondissements)
| Tête de liste  | Tête de liste       | Partis               | Premier tour | Premier tour | Second tour | Second tour | Sièges             | Sièges            |
| Tête de liste  | Tête de liste       | Partis               | #            | %            | #           | %           | Conseil de secteur | Conseil municipal |
| -------------- | ------------------- | -------------------- | ------------ | ------------ | ----------- | ----------- | ------------------ | ----------------- |
|                | Guy Hermier         | PCF-PS-PRG-Les Verts | 7 635        | 43,94 %      | 8 784       | 51,08 %     | 27                 | 9                 |
|                | Bernard Susini      | DL-RPR-UDF           | 3 761        | 21,64 %      | 4 611       | 26,81 %     | 5                  | 2                 |
|                | Hubert Savon        | MNR                  | 2 372        | 13,65 %      | 3 803       | 22,11 %     | 4                  | 1                 |
|                | Jean-Pierre Baumann | FN                   | 1 612        | 9,28 %       |             |             |                    |                   |
|                | Moyen               | LCR                  | 629          | 3,62 %       |             |             |                    |                   |
|                | Cristofol           | DVG                  | 626          | 3,60 %       |             |             |                    |                   |
|                | Fredenucci          | RPF                  | 573          | 3,30 %       |             |             |                    |                   |
|                | De Haro             | EXG                  | 169          | 0,97 %       |             |             |                    |                   |
| Inscrits       | Inscrits            | Inscrits             | 37 341       | 100 %        | 37 341      | 100 %       |                    |                   |
| Abstention     | Abstention          | Abstention           | 19 170       | 51,34 %      | 19 578      | 52,43 %     |                    |                   |
| Votants        | Votants             | Votants              | 18 171       | 48,66 %      | 17 763      | 47,57 %     |                    |                   |
| Blancs et nuls | Blancs et nuls      | Blancs et nuls       | 794          | 4,37 %       | 565         | 3,18 %      |                    |                   |
| Exprimés       | Exprimés            | Exprimés             | 17 377       | 95,63 %      | 17 198      | 96,82 %     |                    |                   |